# 懷莫爾 (內布拉斯加州)
懷莫爾（英語：Wymore）是位於美國內布拉斯加州蓋奇縣的城市。

## 人口
根據2020年美國人口普查的數據，懷莫爾的面積為4.93平方千米，當中陸地面積為4.85平方千米，而水域面積為0.08平方千米。當地共有人口1377人，而人口密度為每平方千米279人。